# Aristida aemulans
Aristida aemulans är en gräsart som beskrevs av Aleksandre Melderis. Aristida aemulans ingår i släktet Aristida och familjen gräs.
Artens utbredningsområde är Kongo. Inga underarter finns listade i Catalogue of Life.